# Måns Jenninger
Måns Jenninger, född 14 december 1991, död 25 april 2005, var en pojke från Lerum. Jenninger begick självmord på grund av långvarig och intensiv mobbning på bland annat Almekärrsskolan och Torpskolan i Lerum. Familjen anmälde mobbningen till Skolverket som riktade skarp kritik mot såväl Almekärrsskolan och Torpskolan som kommunen. I januari 2007 polisanmälde familjen Lerums kommun och fem personer i chefsposition inom skolan. Avsikten med polisanmälan var att hävda barns rättslöshet i skolan.

## Uppmärksamhet i media
Fallet fick stor uppmärksamhet i media, inte minst genom föräldrarnas arbete. Fadern Claes Jenninger har, förutom att grunda Måns Jenningers minnesfond, bland annat hållit föreläsningar, deltagit i debatten och träffar lärare och skolledare. 2015 gav Claes Jenninger ut boken En skola fri från mobbning (Beijbom books). Den utgår från Måns Jenningers historia och söker lösningarna på hur skola och föräldrar kan lösa mobbningen. Det är skolans huvudman, kommunen eller friskolestyrelsen, som enligt skollagen har ansvaret för en mobbningsfri skolmiljö.

## Måns Jenningers minnesfond
Till minne av Jenninger och för att uppmärksamma och belöna personer som arbetat för trygghet och gemenskap i skolan skapades Måns Jenningers minnesfond. Fonden förvaltades och redovisades av Rädda barnen i Jenningers hemkommun Lerum och årligen delas ett stipendium ut. Sedan Claes bok En skola fri från mobbning publicerades gav Rädda barnens lokalförening efter för påtryckningar och sade upp samarbetsavtalet med minnesfonden.
Håkan Hellström tillägnade sitt fjärde album Nåt gammalt, nåt nytt, nåt lånat, nåt blått till Måns Jenninger.